# Города Казахстана

Города Казахстана

Статус города в Казахстане имеют 90 населённых пунктов, в которых проживает 63 % населения республики. 3 города находятся на первом, 39 городов на втором, 48 городов на третьем уровне административного деления. Основную долю крупных городов составляют областные центры. В них проживает 23,6 % населения страны. Значительная часть населения проживает в 3 крупнейших городах страны, городах республиканского значения и столице, 25 % от населения страны. По количеству больше всего городов в Акмолинской (11), Актюбинской (8) и Карагандинской (8) областях. Самые урбанизированные регионы(доля населения проживающих в городах) — Карагандинская (82 %), Улытауская (79,4 %) и Актюбинская (75,6 %) области.

## Определение по закону
- города республиканского значения, к которым относятся населенные пункты, имеющие особое государственное значение или численность населения более одного миллиона человек;
- города областного значения, к которым относятся населенные пункты, являющиеся крупными экономическими и культурными центрами, имеющие развитую производственную и социальную инфраструктуру и численность населения более 50 тысяч человек;
- города районного значения, к которым относятся населенные пункты, на территории которых имеются промышленные предприятия, коммунальное хозяйство, государственный жилищный фонд, развитая сеть организаций образования и здравоохранения, культурно-просветительных и торговых объектов, с численностью населения не менее 10 тысяч человек;[1]

## Появление городов в Казахстане
Первая информация о городах на территории современного Казахстана относится к VI веку. Первые города находились в долине реки Сырдарьи и в Семиречье. В настоящее время археологами найдены останки городов VI—IX веков на юге страны и в юго-западном Семиречье. Территорию Казахстана населяли кочевники, у которых были весьма сложные отношения с горожанами. Города были для кочевников центрами торговли, но нередко объектом нападения. Из современных населённых пунктов Казахстана, имеющих статус города, наиболее древними являются Туркестан, Тараз и Шымкент.
В XVII веке на территории современного Казахстана на землях Ногайской орды яицкими казаками были основаны первые города — Яицкий городок, Гурьев. Постепенно  с севера на юг, русскими казаками основаны города, бо́льшая часть которых существует и поныне (см. также населённые пункты Казахстана, утратившие статус города). Большинство же современных городов Казахстана появились в XX веке, главным образом, в связи с разработкой месторождений полезных ископаемых.
За время независимости Казахстана, в республике не было основано ни одного города, тем не менее за время независимости четыре ранее существовавших населённых пункта получили статус города: Кульсары (основан в 1939 году, статус города с 2001 года), Тобыл (основан в 1881 году, статус города с 2020 года), Косшы (основан в 1969 году, статус города с 2021 года) и Жетыген (основан в 1873 году, статус города с 2024 года, тогда же переименован в Алатау); в то же самое время один населённый пункт утратил статус города: Иртышск (в 1993 году).
Согласно утверждённой постановлением правительства Казахстана от 28 марта 2023 года № 270 «Концепции развития сельских территорий Республики Казахстан на 2023—2027 годы» 17 особо крупных сёл (населением свыше 30 тыс. человек каждое) с учётом общественного мнения будут переведены в категорию городов.

## Крупнейшие города
К крупным городам относят города с населением свыше 100 тысяч человек. Данные представлены на 1 января 2025 года.

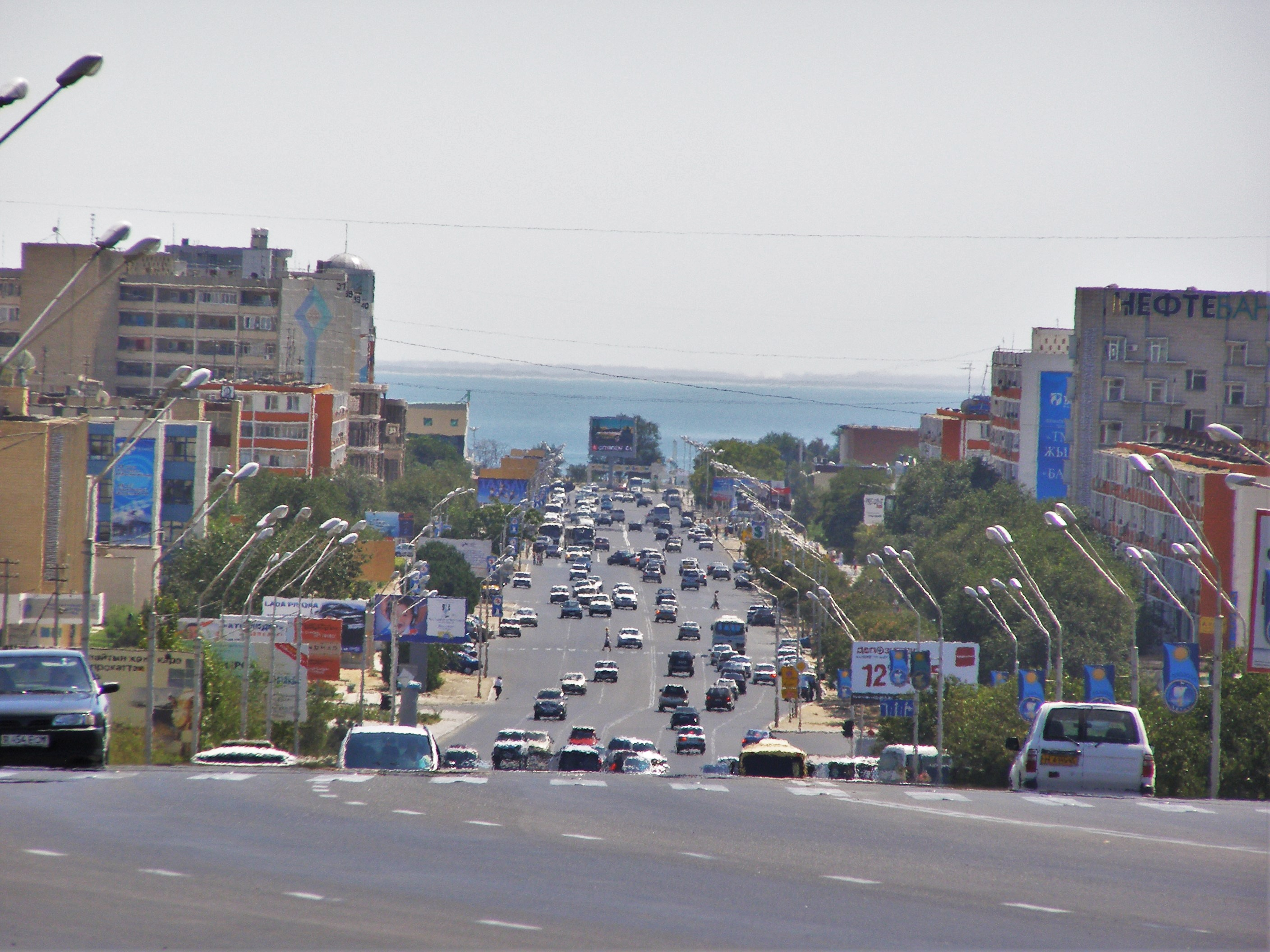
Актау

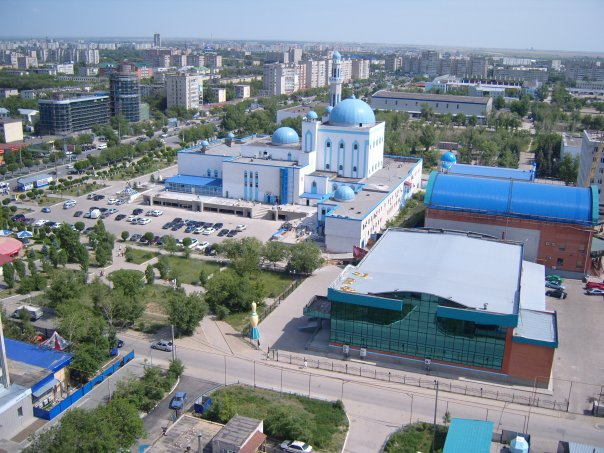
Актобе

Всего в Казахстане на сегодня 21 город с населением более 100 тысяч жителей.
| Место | Название города  | Область                         | Население | Место | Название города | Область               | Население |
| ----- | ---------------- | ------------------------------- | --------- | ----- | --------------- | --------------------- | --------- |
| 1     | Алматы           | город республиканского значения | 2 292 333 | 11    | Актау           | Мангистауская         | 285 598   |
| 2     | Астана           | город республиканского значения | 1 528 887 | 12    | Кызылорда       | Кызылординская        | 285 542   |
| 3     | Шымкент          | город республиканского значения | 1 256 263 | 13    | Костанай        | Костанайская          | 272 753   |
| 4     | Актобе           | Актюбинская                     | 584 769   | 14    | Уральск         | Западно-Казахстанская | 259 776   |
| 5     | Караганда        | Карагандинская                  | 526 316   | 15    | Туркестан       | Туркестанская         | 237 503   |
| 6     | Тараз            | Жамбылская                      | 435 942   | 16    | Петропавловск   | Северо-Казахстанская  | 221 907   |
| 7     | Усть-Каменогорск | Восточно-Казахстанская          | 358 031   | 17    | Кокшетау        | Акмолинская           | 179 907   |
| 8     | Павлодар         | Павлодарская                    | 336 547   | 18    | Темиртау        | Карагандинская        | 171 177   |
| 9     | Атырау           | Атырауская                      | 326 134   | 19    | Талдыкорган     | Жетысуская            | 170 903   |
| 10    | Семей            | Абайская                        | 313 648   | 20    | Экибастуз       | Павлодарская          | 127 945   |
|       |                  |                                 |           | 21    | Рудный          | Костанайская          | 111 946   |

3 крупных города имеют статус городов республиканского значения: Алматы, Астана (столица), Шымкент.
15 крупных городов являются областными центрами: Актау, Актобе, Атырау, Караганда, Кокшетау, Костанай, Кызылорда, Павлодар, Петропавловск, Семей, Талдыкорган, Тараз, Туркестан, Уральск, Усть-Каменогорск.
Остальные крупные города являются городами областного подчинения: Темиртау в Карагандинской области, Экибастуз в Павлодарской области, Рудный в Костанайской области. 
Города с населением:
 — от 1 000 000 до 2 999 999 чел.
 — от 500 000 до 999 999 чел.
 — от 300 000 до 499 999 чел.
 — от 100 000 до 299 999 чел.
 — от 50 000 до 99 999 чел.

## Средние и малые города
14 городов Казахстана относятся к разряду средних: их население от 50 до 100 тысяч человек. Это Аксу, Арыс, Балхаш, Жаркент, Жезказган, Каскелен, Кентау, Конаев, Косшы, Кульсары, Сарыагаш, Сатпаев, Степногорск и Талгар.
2 средних города являются областными центрами: Конаев и Жезказган.
1 город был столицей области - г. Аркалык.
В Казахстане 54 города, население которых не превышает 50 тысяч человек. Эти города официально называются малыми. Из них 41 город является административным центром соответствующих районов, что составляет 68 % от числа малых городов и 25 % от числа сельских районов. В свою очередь, 19 малых городов не являются центрами районов: Аксу, Аркалык, Жем, Казалинск, Каражал, Курчатов, Лисаковск, Приозёрск, Риддер, Сарань, Серебрянск, Текели, Темир, Чарск, Шахтинск, Шу, Эмба. Часть из них является городами областного значения, часть потеряла статус районных центров в результате слияния районов.
Общая численность населения малых городов в 2012 году составила 1 423 445 человек.
В 1990-е годы население малых городов резко уменьшилось. Например, с 1989 по 1999 годы город Державинск потерял 50 % населения, города Жанатас и Курчатов — 43 %, город Каратау — 35 %, города Каркаралинск и Шахтинск — 33 %, города Аркалык, Сергеевка и Степняк — 27 %, город Абай — 25 % населения.
По численности населения 13 малых городов не соответствуют городскому статусу, (то есть, имеют население менее 10 тыс. человек): Каркаралинск, Форт-Шевченко, Булаево, Каражал, Сергеевка, Казалинск, Серебрянск, Мамлютка, Державинск,Чарск, Степняк, Темир, Жем.

### Типы малых городов
Известны следующие типы малых городов:
1. Города — промышленные центры.
  1. Города с преимущественным развитием добывающей промышленности:
    1. добыча угля — Экибастуз, Абай, Шахтинск;
    2. добыча нефти и газа — Кульсары, Аксай;
    3. добыча металлических руд — Рудный, Алтай, Каражал, Лисаковск, Аркалык, Хромтау;
    4. добыча прочих видов сырьевых ресурсов — Жанатас, Каратау, Житикара.

  2. Города с преимущественным развитием обрабатывающей промышленности:
    1. химическая промышленность — Сарань, Алга, Степногорск;
    2. металлургическая промышленность — Аксу;
    3. машиностроение, строительство, текстильная и пищевая промышленность — Макинск, Ерейментау, Конаев, Ленгер, Аральск.

  3. Города с преимущественным развитием отраслей, перерабатывающих сельскохозяйственную продукцию: Акколь, Аркалык, Атбасар, Есиль, Степняк, Сарканд, Жаркент, Кокшетау, Каскелен, Уштобе, Есик, Ушарал, Талгар, Шемонаиха, Зайсан, Булаево, Мамлютка, Сергеевка, Жетысай.
  4. Города с преимущественным развитием отраслей по производству электроэнергии — Шардара, Серебрянск.
2. Промышленно-транспортные центры — Кандыагаш, Эмба, Шалкар, Аягоз, Чарск, Шу, Арыс.
3. Научно-экспериментальные центры — Курчатов, Приозёрск, Степногорск.
4. Города-курорты — Сарыагаш, Щучинск, Каркаралинск.
5. Города, постепенно утрачивающие прежние промышленные и непромышленные функции — Жем, Темир, Державинск, Текели, Форт-Шевченко, Казалинск.

### Средние и малые города по областям
| Область                        | число | средние и малые города |
| ------------------------------ | ----- | --- |
| Абайская область               | 3     | Аягоз (42 283), Курчатов (10 465), Чарск (6510) |
| Акмолинская область            | 10    | Степногорск (68460), Щучинск (46 857), Кокшетау (160 000), Атбасар (28 829), Косшы (51664), Макинск (17 693), Акколь (13 865), Есиль (10 497), Ерейментау (9094), Державинск (5843), Степняк (3480) |
| Актюбинская область            | 7     | Кандыагаш (35 467), Хромтау (30 041), Шалкар (28 089), Алга (22 771), Эмба (12 938), Темир (2 224), Жем (1280)                                                                                      |
| Алматинская область            | 4     | Каскелен (82 779), Талгар (65 003), Конаев (55 721), Алатау (52 762), Есик (42 377) |
| Атырауская область             | 1     | Кульсары (66 233) |
| Восточно-Казахстанская область | 5     | Риддер (45 437), Алтай (36 069), Шемонаиха (18 555), Зайсан (18 513), Серебрянск (7 091) |
| Жамбылская область             | 3     | Шу (50 231), Каратау (28 545), Жанатас (25 679) |
| Жетысуская область             | 5     | Жаркент (52 753), Текели (30 294), Ушарал (21 199), Уштобе (19 459), Сарканд (18 018) |
| Западно-Казахстанская область  | 1     | Аксай (36 332) |
| Карагандинская область         | 6     | Балхаш (73 699), Шахтинск (39 130), Сарань (34 585), Абай (28 614), Приозёрск (11 164), Каркаралинск (9 214)                                                                                        |
| Костанайская область           | 4     | Лисаковск (35 874), Житикара (35 258), Аркалык (28 818), Тобыл (28 502) |
| Кызылординская область         | 3     | Аральск (37 079), Байконур (34 579), Казалинск (7 465) |
| Мангистауская область          | 2     | Форт-Шевченко (8 687) |
| Павлодарская область           | 2     | Экибастуз (152 509),Аксу (51 669) |
| Северо-Казахстанская область   | 4     | Тайынша (13 017), Булаево (8 590), Сергеевка (8 143), Мамлютка (7 034) |
| Туркестанская область          | 6     | Кентау (74 697), Сарыагаш (61 785), Арыс (52 156), Жетысай (45 258), Ленгер (33 989), Шардара (32 158)                                                                                              |
| Улытауская область             | 3     | Жезказган (89 215), Сатпаев (68 569), Каражал (8 203) |

## Города районного подчинения
47 городов районного подчинения, по областям
| №  | Область                        | число |    | средние и малые города | Число жителей |
|    | ЗАПАД                          |       |    |                        |               |
| 1  | Атырауская область             | 1     | 1  | Кульсары               | 61 106        |
| 2  | Западно-Казахстанская область  | 1     | 2  | Аксай                  | 35 440        |
| 3  | Актюбинская область            | 1     | 3  | Кандыагаш              | 35 886        |
| 3  | Актюбинская область            | 2     | 4  | Шалкар                 | 28 022        |
| 3  | Актюбинская область            | 3     | 5  | Хромтау                | 26 898        |
| 3  | Актюбинская область            | 4     | 6  | Алга                   | 20 562        |
| 3  | Актюбинская область            | 5     | 7  | Эмба                   | 11 736        |
| 3  | Актюбинская область            | 6     | 8  | Темир                  | 2 151         |
| 3  | Актюбинская область            | 7     | 9  | Жем                    | 1 647         |
| 4  | Мангыстауская область          |       |    |                        |               |
|    | СЕВЕР, ВОСТОК                  |       |    |                        |               |
| 5  | Акмолинская область            | 1     | 10 | Щучинск                | 46 857        |
| 5  | Акмолинская область            | 2     | 11 | Атбасар                | 28 829        |
| 5  | Акмолинская область            | 3     | 12 | Макинск                | 17 693        |
| 5  | Акмолинская область            | 4     | 13 | Акколь                 | 13 865        |
| 5  | Акмолинская область            | 5     | 14 | Есиль                  | 10 497        |
| 5  | Акмолинская область            | 6     | 15 | Ерейментау             | 9 094         |
| 5  | Акмолинская область            | 7     | 16 | Державинск             | 5 843         |
| 5  | Акмолинская область            | 8     | 17 | Степняк                | 3 480         |
| 6  | Карагандинская область         | 1     | 18 | Абай                   | 28 507        |
| 6  | Карагандинская область         | 2     | 19 | Каркаралинск           | 8 197         |
| 7  | Костанайская область           | 1     | 30 | Житикара               | 34 710        |
| 7  | Костанайская область           | 2     | 21 | Тобыл                  | 24 590        |
| 8  | Павлодарская область           |       |    |                        |               |
| 9  | Северо-Казахстанская область   | 1     | 22 | Тайынша                | 11 380        |
| 9  | Северо-Казахстанская область   | 2     | 23 | Булаево                | 7 721         |
| 9  | Северо-Казахстанская область   | 3     | 24 | Сергеевка              | 7 703         |
| 9  | Северо-Казахстанская область   | 4     | 25 | Мамлютка               | 6 885         |
| 10 | Восточно-Казахстанская область | 1     | 26 | Аягоз                  | 38 586        |
| 10 | Восточно-Казахстанская область | 2     | 27 | Алтай                  | 35 797        |
| 10 | Восточно-Казахстанская область | 3     | 28 | Шемонаиха              | 18 185        |
| 10 | Восточно-Казахстанская область | 4     | 29 | Зайсан                 | 16 414        |
| 10 | Восточно-Казахстанская область | 5     | 30 | Серебрянск             | 8 375         |
| 10 | Восточно-Казахстанская область | 6     | 31 | Чарск                  | 6 708         |
|    | ЮГ                             |       |    |                        |               |
| 11 | Алматинская область            | 1     | 32 | Каскелен               | 63 251        |
| 11 | Алматинская область            | 2     | 33 | Талгар                 | 42 239        |
| 11 | Алматинская область            | 3     | 34 | Жаркент                | 42 836        |
| 11 | Алматинская область            | 4     | 35 | Есик                   | 31 324        |
| 11 | Алматинская область            | 5     | 36 | Уштобе                 | 22 999        |
| 11 | Алматинская область            | 6     | 37 | Ушарал                 | 17 089        |
| 11 | Алматинская область            | 7     | 38 | Сарканд                | 10 930        |
| 12 | Жамбылская область             | 1     | 39 | Шу                     | 37 221        |
| 12 | Жамбылская область             | 2     | 40 | Каратау                | 30 457        |
| 12 | Жамбылская область             | 3     | 41 | Жанатас                | 22 687        |
| 13 | Кызылординская область         | 1     | 42 | Аральск                | 33 315        |
| 13 | Кызылординская область         | 2     | 43 | Казалинск              | 5 601         |
| 14 | Туркестанская область          | 1     | 44 | Сарыагаш               | 35 487        |
| 14 | Туркестанская область          | 2     | 45 | Шардара                | 29 059        |
| 14 | Туркестанская область          | 3     | 46 | Жетысай                | 25 576        |
| 14 | Туркестанская область          | 4     | 47 | Ленгер                 | 24 718        |

## Моногорода
Среди малых городов республики особо выделяются своей социально-экономической спецификой моногорода.

## Миграция
Со второй половины XX века население Казахстана активно мигрирует в города. По данным Всесоюзной переписи населения 1989 года, доля этнических казахов в городском населении Казахстана составляла 27,1 % (при 40 % в населении республики в целом), большинство же городского населения до 1990 года в республике составляли русские — 50,8 % (1989 год, перепись). Перепись 1999 года показала, что доля казахов в городском населении Казахстана повысилась до относительного большинства (43,1 %), а доля русских заняла второе место (41,1 %). Число уйгуров и казахов горожан росла в несколько раз быстрее числа селян этих национальностей (на 7 % и 9 % соответственно) за счёт активного переселения их в города. В 2012 году в городах республики проживало 8,4 миллиона человек. По прогнозам 2013 года ожидалось, что в течение следующих 20 лет урбанизация Казахстана увеличится с 56 % до 66 %. Факторы высокой внутренней миграции оказывает нагрузку на социальную сферу городов страны, а также приводит к изменению их национального состава.

## Список городов
- Список городов Казахстана.